# C17orf67
C17orf67 (англ. Chromosome 17 open reading frame 67) – білок, який кодується однойменним геном, розташованим у людей на короткому плечі 17-ї хромосоми. Довжина поліпептидного ланцюга білка становить 114 амінокислот, а молекулярна маса — 13 463.
| 10         |  | 20         |  | 30         |  | 40         |  | 50         |
| ---------- |  | ---------- |  | ---------- |  | ---------- |  | ---------- |
| MASFKLADSV |  | WEDSLSKRQR |  | NQGRMKTLPV |  | LVLSLTLLTV |  | FSETSPILTE |
| KQAKQLLRSR |  | RQDRPSKPGF |  | PDEPMREYMH |  | HLLALEHRAE |  | EQFLEHWLNP |
| HCKPHCDRNR |  | IHPV       |  |            |  |            |  |            |

A: Аланін

C: Цистеїн

D: Аспарагінова кислота

E: Глутамінова кислота

F: Фенілаланін

G: Гліцин

H: Гістидин

I: Ізолейцин

K: Лізин

L: Лейцин

M: Метіонін

N: Аспарагін

P: Пролін

Q: Глутамін

R: Аргінін

S: Серин

T: Треонін

V: Валін

W: Триптофан

Секретований назовні.